# پرت الن (لوئیزیانا)
پرت الن (به انگلیسی: Port Allen) شهری در ایالت لوئیزیانا کشور ایالات متحده آمریکا است که جمعیت آن در سرشماری سال ۲۰۱۰ میلادی، ۵٬۱۸۰ نفر بوده‌است.